# Hiệp ước Hamburg (1762)
Hiệp ước Hamburg được ký kết ngày 22 tháng 5 năm 1762 tại Thành phố Tự do Hamburg giữa Thụy Điển và Phổ trong Chiến tranh Pommem, một chiến trường trong Chiến tranh Bảy năm.
Hiệp ước có hiệu lực sau khi Nga đã trở thành đồng minh với Phổ vào ngày 5 tháng 5, khiến cho Thụy Điển không thể tiếp tục cuộc chiến mà nước này tham gia để giành lại các lãnh thổ ở Pomerania mà họ đã mất trước đó. Hiệp ước đã tái lạp tình trạng ban đầu trước chiến tranh.